# 53式輕機槍
53式輕機槍是中華人民共和國仿製的DPM輕機槍，由於在1953年定型故名53式。

## 簡史
DP輕機槍早在第二次中日戰爭時期已透過蘇聯的軍援提供給中華民國，國民政府為此還特意委託20廠生產所需要的俄式莫辛-納甘步槍彈，但DP輕機槍本身卻直至中國人民志願軍參與韓戰時仍要依賴蘇聯進口，故在1953年中華人民共和國決定要把DP輕機槍國產化，不過卻不是仿製DP本身而是其改良型DPM，DPM把其複進簧改成裝在機匣後方的複進箕套中，槍身後方改用手槍握把，DPM的中華人民共和國仿製型被命名為53式輕機槍，但中國人民解放軍只裝備了几年，不久便被1956年定型的56式班用機槍（仿蘇聯RPD輕機槍）所取代。後來在越戰期間，中華人民共和國把53式輕機槍以軍事援助的名義供應給越南人民軍和越南南方民族解放陣線。

## 使用國家
- 中华人民共和国
- 朝鮮民主主義人民共和國
- 越南

## 流行文化

### 電子遊戲
- 2004年—《戰地風雲：越南》：53式輕機槍為越共陣營的武器。